# Elecciones provinciales de Jujuy de 1951
Las elecciones generales de la provincia de Jujuy de 1951 tuvieron lugar el domingo 11 de noviembre del mencionado año, al mismo tiempo que las elecciones presidenciales y legislativas a nivel nacional. Se realizaron con el objetivo de renovar todas las instituciones provinciales tras la reforma constitucional argentina de 1949, realizada por el gobierno de Juan Domingo Perón. Fueron las decimoterceras elecciones provinciales jujeñas desde la instauración del voto secreto en el país, y las primeras realizadas bajo sufragio universal de hombres y mujeres. Se debía elegir al Gobernador y al Vicegobernador en fórmula única, y a los 32 escaños de la Legislatura Provincial mediante un sistema de lista incompleta, componiendo los poderes ejecutivo y legislativo de la provincia para el período 1952-1956.
Jorge Villafañe, candidato del Partido Peronista (PP) oficialista tanto a nivel provincial como nacional, obtuvo una arrolladora victoria con el 79,29% de los votos contra el 14,97% de Alejandro Orellana, de la Unión Cívica Radical (UCR), y el 5,73% de Hugo Pémberton, del Partido Demócrata Nacional (PDN). Con respecto al plano legislativo, el peronismo logró las 24 bancas de mayoría automática que se otorgaban al partido más votado, seguido por 6 para el radicalismo y 2 para los demócratas nacionales. El Partido Peronista triunfó en todos los departamentos. La participación fue del 86.10% del electorado registrado.
Poco antes de la juramentación del nuevo gobierno, el radicalismo impugnó las elecciones, manifestando que el peronismo había realizado una campaña sucia en contra de la oposición y que, por lo tanto, no se podía caracterizar a los comicios jujeños como libres y justos. La nueva constitución exigía, además, que los diputados provinciales juraran lealtad a Perón y a su esposa, Eva Perón, lo que motivó a que los ocho diputados opositores se negaran a asumir sus cargos. Villafañe e Iturbe, preocupados por la ausencia de una oposición coherente en la provincia, debieron negociar con la oposición para que finalmente aceptaran sus diplomas.
Villafañe no pudo completar su mandato constitucional ya que fue depuesto de su cargo en septiembre de 1955 al producirse un golpe de Estado que derrocó al gobierno de Perón, proscribió al peronismo e intervino todas las provincias.

## Resultados

### Gobernador y Vicegobernador
|  | 79,29 % |

|  | 14,97 % |

|  | 5,73 % |

|  | 97,66 % |

|  | 2,30 % |

|  | 0,04 % |

|  | 100 % |

### Cámara de Diputados
|  | 79,30 % |

|  | 14,98 % |

|  | 5,72 % |

|  | 97,66 % |

|  | 2,30 % |

|  | 0,04 % |

|  | 100 % |